# Evangelische Kirche (Laubuseschbach)

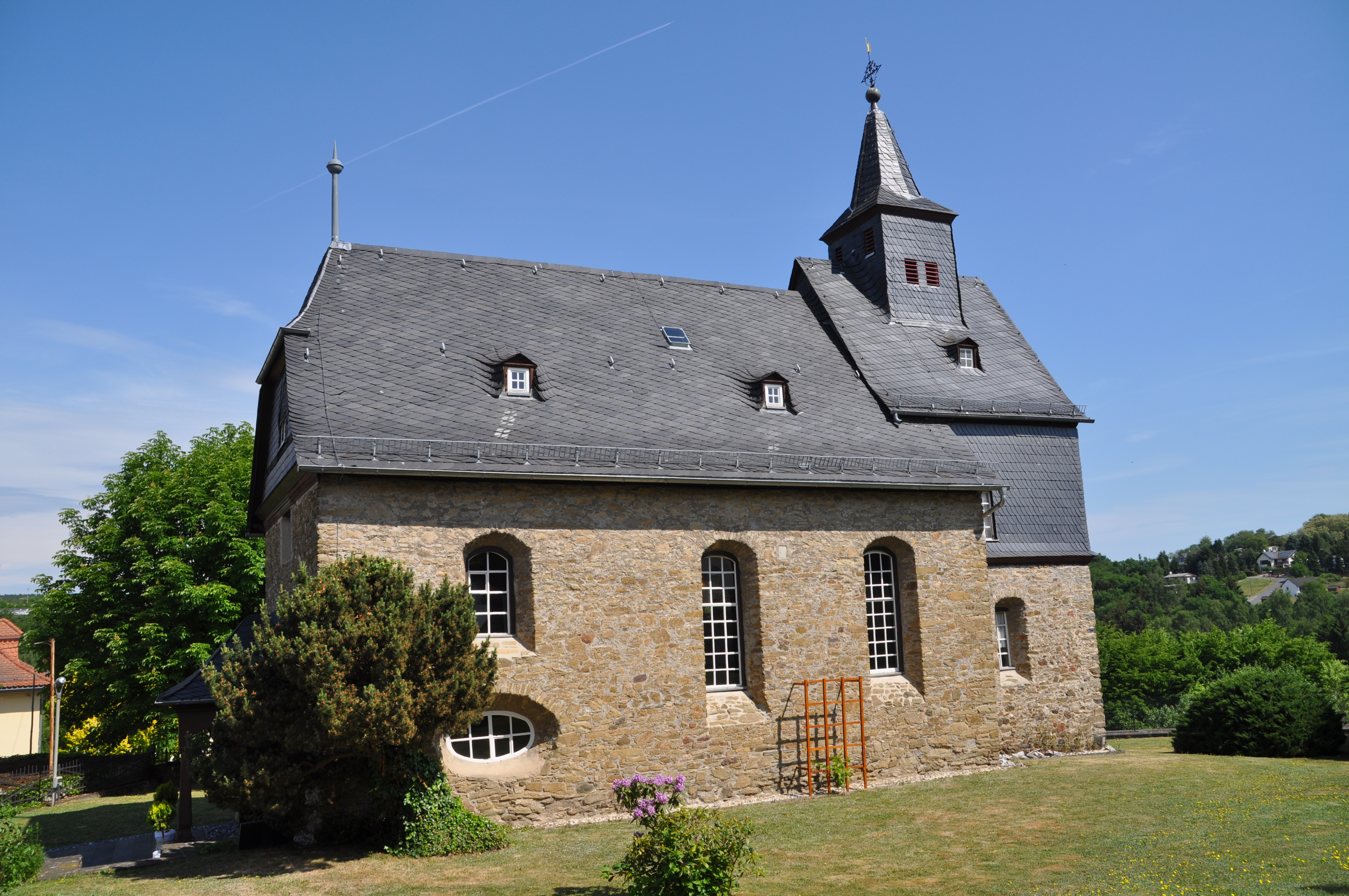
Evangelische Kirche (Laubuseschbach)

Die evangelische Kirche Laubuseschbach ist ein denkmalgeschütztes Kirchengebäude, das in Laubuseschbach, einem Ortsteil der Gemeinde Weilmünster im Landkreis Limburg-Weilburg (Hessen), steht. Die Kirchengemeinde gehört zum Dekanat an der Lahn in der Propstei Nord-Nassau der Evangelischen Kirche in Hessen und Nassau.

## Beschreibung
Eine Kapelle ist bereits 1469 erwähnt. Der von ihr erhalten gebliebene quadratische Chor wurde in die im 18. Jahrhundert entstandene Saalkirche aus Bruchsteinen integriert. Das Kirchenschiff ist mit einem Satteldach bedeckt, das im Westen einen Krüppelwalm hat. Die Aufstockung des Chorturms aus schieferverkleideten Holzfachwerk erfolgte erst im 19. Jahrhundert. Aus dem Satteldach des Turms erhebt sich ein quadratischer Dachreiter, der einen achtseitigen spitzen Helm trägt. 
Im flachgedeckten Innenraum sind schlichte Emporen, eine einfache Kanzel und eine Orgel aus dem 18./19. Jahrhundert. Eine Besonderheit ist der kleine, hölzerne Opferstock mit der Jahreszahl 1588.